# Giōrgos Amanatidīs
Giōrgos Amanatidīs (in greco Γιώργος Αμανατίδης?; Mesopotamia, 4 aprile 1970) è un ex calciatore greco, di ruolo difensore.

## Carriera

### Club
Ha giocato nella massima serie greca e in quella cipriota.

### Nazionale
Tra il 1999 e il 2002 ha giocato 18 partite con la nazionale greca, realizzandovi anche 2 reti.

## Palmarès

### Club

#### Competizioni nazionali
- Campionato greco: 7

Olympiakos: 1996-1997, 1997-1998, 1998-1999, 1999-2000, 2000-2001, 2001-2002, 2002-2003
- Coppa di Grecia: 1

Olympiakos: 1998-1999